# SN 1993B
SN 1993B – supernowa typu Ia odkryta 17 stycznia 1993 roku w galaktyce A103451-3426. Jej maksymalna jasność wynosiła 18,81m.